# Микільське поселення змій
Микільське поселення змій — зоологічна пам'ятка природи місцевого значення. Об'єкт розташований на території Білозерського району Херсонської області, квартал 22 виділ 17 Токарівського лісництва ДП «Херсонське ЛМГ».
Площа — 4 га, статус отриманий у 1983 році.